# Tessennano
Tessennano é uma comuna italiana da região do Lácio, província de Viterbo, com cerca de 420 (Cens. 2001) habitantes. Estende-se por uma área de 14,65 km², tendo uma densidade populacional de 28,66 hab/km². Faz fronteira com Arlena di Castro, Canino, Cellere, Tuscania.

## Demografia
| Variação demográfica do município entre 1861 e 2011                               |
|                                                                                   |
| Fonte: Istituto Nazionale di Statistica (ISTAT) - Elaboração gráfica da Wikipedia |